# Академік Черський
Академік Черський —  краново-монтажне трубоукладальне судно (IMO: 8770261, MMSI 273399760), що поєднує в собі функції кранового судна і трубоукладача. Судну присвоєно ім'я академіка Академії наук СРСР, Миколи Васильовича Черського (1905-1994), фахівця в області пошуку, розвідки, розробки газових і нафтових родовищ.

## Історія
Судно закладене в травні 2007 році в Китаї на верфі компанії Jiangsu Hantong Ship Heavy Industry в Тунчжоу на замовлення нігерійсько-голландської компанії Sea Trucks Group Limited. Проєкт розробила норвезька компанія «Vik-Sandvik». Перша назва судна — «Jascon-18». У червні 2011 року Jascon-18 прибув у Сінгапур на корабельню Kwong-Soon shipyard для добудови. 
У грудні 2015 року судно було куплено Сінгапурською філією російської компанії «Межрегіонтрубопровідбуд». Для покупки судна компанія під поручительство Газпрому оформила кредит у Газпромбанку в розмірі 1 млрд доларів США. У січні 2016 року судно було заарештоване в Сінгапурі за позовом судноверфі через несплату повної вартості робіт. Після вирішення спорів, судно в червні 2016 року перейшло на баланс ТОВ «Газпром флот», який перейменував його в «Академік Черський». До серпня 2017 року судно перебувало в індонезійському порту Батам, потім було перебазоване в Росію.
В кінці грудня 2019 року ТОВ «Газпром флот» оголосив відкритий конкурс на виконання робіт з дооснащення судна зварювальним і технологічним обладнанням в рамках підготовки до проекту «Облаштування Кіринського ГКР» з можливістю подальшого залучення на Південно-Киринському нафтогазоконденсатному родовищі. Передбачувана вартість робіт — 873,5 млн руб. Підсумки тендеру повинні були бути підведені 22 січня 2020, однак терміни прийому пропозицій були перенесені на 30 січня 2020, місцем поставки визначена Сахалінська область; Охотське море.
В лютому 2020 року судно вирушило з Находки до Сінгапуру, потім курс зміно на Шрі-Ланку, судно пройшло через Тихий і Індійський океан в напрямку на Балтику, щоб завершити там ремонт і модернізацію, та приступити до роботи. На певних ділянках шляху було під охороною військових кораблів ВМФ Росії. Судно дійшло до Мозамбіку, потім обігнуло Африку та пішло по Атлантичному океану до Канарських островів (порт Лас-Пальмас), потім в напрямку до Гібралтару щоб прямувати до Порт-Саід (Єгипет). Проте судно знову змінило курс і пішло на Абердин (Велика Британія). 26 квітня 2020 судно прямувало до порту Находка, проте 30 квітня 2020 року знов змінило кінцеве місце призначення, визначивши ним Калінінград, до якого дійшло до 3 травня 2020 року.
Хоча судно дообладнувалося для використання в межах підготовки до проекту "Облаштування Киринского ГКР" з можливістю подальшого залучення на Південно-Киринському нафтогазоконденсатному родовищі, проте вважається, що судно буде використовуватись для добудови Північного потоку - 2 для уникнення блокування санкціями США цього будівництва. 10 травня 2020 року судно розташувалось неподалік від німецького порту Зассніц в якому розпочалось переміщення труб, які використовуються для будівництва Північного потоку-2. Втім, залученню "Академіка Черського" перешкоджала відсутність необхідної сертифікації. 2 січня Сенат США проголосував за прийняття оборонного бюджету на 2021 фінансовий рік, проект оборонного бюджету передбачає розширення санкцій проти «Північного потоку-2».
Належало ТОВ «Газпром флот» — 100 % дочірньому підприємству ПАТ «Газпром», наразі належить Самарському теплоенергетичному майновому фонду.

## Технічні характеристики
Валова місткість: 29513 т
Чиста місткість: 7600 т
Дедаейт: 11890 т
Водотоннажність (літнє): 30146 т
Довжина: 150,0 м
Ширина: 36,8 м (макс. по містку 38,5 м)
Висота борту: 15,10 м
Осадка: 6,3 метра
Макс. швидкість: 12 вузлів
Площа палуби 1800 м² (навантаження 5 т / м²)
Екіпаж (нормативний): 400 осіб
Система динамічного позиціонування: DP3
Крани:
головний SWL 1200 т (33 м) + SWL 600 т (29 м) = SWL 1800 т (27 м)
допоміжні 2 х SWL 40 т (40 м)
Система трубоукладки - S-lay. Стінгер (опускна стріла) двосекційний, довжина - 120 м.
Швидкість трубоукладки - до 5 км / добу [19]
Діаметр трубопроводу, що укладається - від 4 до 48 дюймів (від 6 до 60 дюймів, з огляду на бетонне покриття труб).
Натягувачі - 3 х 200 т. Сумарний  натяг в 600 тонн дозволяє укладати трубопровід на глибину до 2,5 км.